# Amerykański model systemu finansowego
Amerykański model systemu finansowego opiera się głównie na rynkach finansowych i odznacza się wyraźnym wewnętrznym podziałem na sektory:
- inwestycyjny
- ubezpieczeniowy
- bankowy

Taki podział sprzyja silnej specjalizacji podmiotów finansowych i uniezależnieniu się wielkich korporacji przemysłowych od banków komercyjnych, wykorzystywanych przede wszystkim do funkcji płatniczo-rozliczeniowych, a także do zaspokajania krótkoterminowego zapotrzebowania przedsiębiorstw na kredyt. W systemie tym podstawowy dopływ środków finansowych do przedsiębiorstw odbywa się poprzez giełdę. Istotną rolę odgrywają różnego rodzaju fundusze i banki specjalistyczne - inwestycyjne.
Państwa reprezentujące ten typ systemu finansowego to:
- Stany Zjednoczone,
- Kanada,
- Wielka Brytania,
- Australia.